# Pinalia appendiculata
Pinalia appendiculata är en orkidéart som först beskrevs av Carl Ludwig von Blume, och fick sitt nu gällande namn av Carl Ernst Otto Kuntze. Pinalia appendiculata ingår i släktet Pinalia och familjen orkidéer. Inga underarter finns listade i Catalogue of Life.